# Jack și prinții înaripați
„Jack și prinții înaripați” este al patruzeci și șaptelea episod al serialului de desene animate Samurai Jack.

## Subiect
Pe o planetă îndepărtată, o civilizație pașnică este atacată de niște nave de război. Flota militară a atacaților se află într-un alt sistem solar și nu poate fi rechemată căci antena de comunicație a fost distrusă. Astfel, sarcina trimiterii mesajului către amiralul flotei cade în sarcina prințului și a prințesei, care pleacă pe o navă însoțiți de un robot. Dar pe drum sunt atacați de nave dușmane și, după ce scapă de ele într-un câmp de asteroizi, constată că nu pot iniția hipersaltul din cauza unei defecțiuni. Sunt astfel nevoiți să facă o escală pe Terra pentru reparații.
Nava aterizează chiar sub privirile lui Jack. Prinții, deși înaripați, nu pot zbura datorită forței gravitaționale prea mari, astfel că imediat vizitatorii sunt capturați de gângăniile robotice pentru a fi aduși în fața lui Aku. Jack își dă seama că are șansa să se infiltreze în preajma lui Aku și profită, agățându-se de burta vehiculului transportor. Înainte de intrarea în palatul lui Aku, Jack ucide un gardian și îi ia uniforma.
După ce ascultă povestea prinților, Aku pune să fie aruncați într-o mină și le distruge robotul însoțitor. Jack se furișase pentru a-l ataca pe Aku, dar își dă seama că soarta prinților și a civilizației lor se aseamănă cu soarta proprie și renunță la atac, hotărându-se în schimb să-i salveze pe aceștia. La ieșirea din palat, ucide gărzile și fură o mașină zburătoare pentru a-i duce cât mai repede pe prinți înapoi la navă. Văzând că Jack nu știe să conducă, prințesa îi ia locul la volan.
Prinții încep reparațiile, iar Jack îi apără luptându-se cu gângăniile robotice. După încheierea reparației, prinții nu-l lasă pe Jack la strâmtoare și creează un câmp antigravitațional care să le permită să zboare și să-l ajute pe Jack în luptă. Împreună înving, iar prinții își reiau călătoria.
O dată invadatorii alungați, civilizația prinților își recapătă strălucirea, iar contribuția lui Jack la eliberare este omagiată printr-o statuie uriașă.
Episodul omagiază Războiul stelelor, prin tonul și personalitatea robotului, care amintește de 3PO, prin dimensiunea intergalactică a conflictului și prin ajutorul primit de prinți (trimitere la Luke și Leia) de la un personaj providențial (trimitere la Han Solo).